# Laguna Quistococha
La laguna Quistococha es un cuerpo de agua de Perú ubicada en el departamento de Loreto, al suroeste de la ciudad de Iquitos, en el kilómetro 6.5 de la carretera Iquitos-Nauta.
Tiene una extensión de 56 km cuadrados y una profundidad promedio de 8 metros. Sus aguas se caracterizaran por ser oscura.
 Parte de la laguna se encuentra dentro del Complejo turístico de Quistococha donde se ubica su única playa artificial, llamada Tunchi playa.